# Focillodes dinawa
Focillodes dinawa är en fjärilsart som beskrevs av Bethune-Baker 1906. Focillodes dinawa ingår i släktet Focillodes och familjen nattflyn. Inga underarter finns listade i Catalogue of Life.